# Pysslingarna
Pysslingarna (tyska: Die Heinzels – Rückkehr der Heinzelmännchen) är en tysk animerad familjefilm från 2021 regisserad av Ute von Münchow-Pohl efter ett manus av Jan Strathmann.

## Handling
I över 250 år har pysslingarna bott djupt under jorden för sig själva. Men pysslingen Helvi, som är full av energi, har fått nog av denna mörka tillvaro: tillsammans med sina vänner Butz och Kipp smyger hon ut i dagsljuset, där trion omedelbart möter den grinige bagaren Theo, som trakasseras av sin giriga bror för sin verksamhet. Helvi nallar på bakverken i Theos konditori och bestämmer sig sedan för att bli konditor. Det visar sig att Helvi, Butz och Kipp är den perfekta hjälpen för Theo i hans kamp med sin bror.

## Rollista
- Jella Haase – Helvi
- Louis Hofmann – Kipp
- Leon Seidel – Butz
- Elke Heidenreich – Vendla
- Detlef Bierstedt – Theo
- Rolf Berg – Bruno
- Ranja Bonalana – Harriet
- Bill Mockridge – Brimur
- Marlies Lause – Rosa

### Svensk version
- Linda Åslund – Elfie
- Ludvig Törner – Buck
- Melker Duberg – Kipp
- Fredrik Hiller – Theo
- Daniel Sjöberg – Bruno
- Annica Smedius – Vendla
- Josefine Ekman – Harriet
- Övriga röster – Mikael Regenholz, Daniel Sjöberg, Annica Smedius, Josefine Ekman, Hugo Ekman, Hedda Ekman
- Översättare, regissör och inspelningstekniker – Micke Regenholz
- Mixtekniker – Per Boström
- Producent och projektledare – Hans "HH" Engström
- Svensk version producerad av Nordic United AB[37]